# Confidi
Confidi, acronimo di "consorzio di garanzia collettiva dei fidi", è un consorzio italiano che svolge attività di prestazione di garanzie per agevolare le imprese nell'accesso ai finanziamenti, a breve medio e lungo termine, destinati alle attività economiche e produttive.
I confidi sono disciplinati dal Testo Unico Bancario (TUB) D.Lgs. 385 del 1993.
I confidi nascono come espressione delle associazioni di categoria nei comparti dell'industria, del commercio, dell'artigianato e dell'agricoltura, basandosi su principi di mutualità e solidarietà.
I primi consorzi fidi, o cooperative di garanzia, vengono costituiti già nel 1956 per facilitare l'accesso al credito alle piccole imprese.
Nel 1963 per iniziativa della Confartigianato, a Roma, si costituisce la prima Cooperativa di garanzia operativa a livello regionale del Lazio, la Cooperativa Laziale di Garanzia successivamente confluita nel CONFIDI ROMA GAFIART di Roma, tramite un progetto di fusione per incorporazione. Successivamente COOPFIDI (il Confidi Unitario per l'Artigianato e la PMI) e Gafiart hanno promosso, insieme ad altri confidi della provincia di Roma, il primo programma unitario, intersettoriale, tra confidi di diverse associazioni sostenuto dalla Camera di Commercio e denominato Network Confidi Baricentro. Nell'ottobre 2013 i principali confidi del programma Baricentro, tra i quali GAFIART e COOPFIDI, hanno promosso un contratto di rete denominato CONFIDINSIEME.
Nel 1975 per iniziativa dell'Unione Industriale di Torino viene costituito il confidi Unionfidi Piemonte, attualmente tra i maggiori confidi di matrice associativa italiani.
Successivamente, anche grazie alle incentivazioni regionali, vengono costituiti diversi organismi di garanzia, principalmente nell'artigianato ma anche nei comparti della PMI e dell'industria.
Oggi sono operativi in Italia confidi espressione delle Associazioni imprenditoriali, ma anche di gruppi bancari e di altre istituzioni pubbliche e private.
Alla diffusione di queste forme di garanzia ha contribuito l'approfondimento promosso alla fine degli anni '60 dall'Ente Regione Lombardia, affidato all'economista Giancarlo Pallavicini, studioso degli sviluppi intervenuti in Germania con la partecipazione dei "Land", i cui risultati sono stati presentati nella sua relazione al Seminario tenutosi alla Villa Reale di Monza, nel 1971, per iniziativa dell'Assessorato all'Industria ed al Commercio.

## Attività del Confidi
Alle aziende i confidi offrono:
- ampliamento delle capacità di credito (prevenzione dei fenomeni di usura)
- riduzione del costo del denaro
- trasparenza e certezza delle condizioni
- consulenza finanziaria e di orientamento

## I confidi e le banche
Le banche delineano i modelli di rating basandosi su moduli statistici e andamentali; i confidi mirano a fornire un parametro qualitativo, basandosi sulla conoscenza dell'impresa.
I confidi tentano di valutare le prospettive di sviluppo territoriali e di settore e ottenere una serie di informazioni sull'azienda e sulla sua reputazione.
I confidi svolgono, quindi, una funzione di ponte tra le imprese e gli intermediari bancari.
Per gli intermediari bancari i vantaggi possono essere:
- miglioramento della valutazione del merito creditizio dell'impresa
- riduzione del rischio finanziario
- reperimento di clientela selezionata

Dal 1º gennaio 2008, data di entrata in vigore del Nuovo Accordo sul Capitale Basilea II, il ruolo svolto dai confidi è diventato cruciale per assicurare una corretta classificazione dei clienti in base al grado di rischiosità e quindi del merito creditizio.
La Banca d'Italia ha emanato la normativa secondaria che obbliga i confidi che presentano determinati requisiti patrimoniali e di volume di attività finanziaria (75 milioni di euro) a divenire intermediari finanziari ex art. 107 del T.U.B., vigilati dalla Banca d'Italia stessa; conseguenza fondamentale per il sistema bancario è il minor assorbimento del patrimonio di vigilanza delle banche stesse con vantaggi in termini di costo per le imprese garantite.

## Le garanzie del confidi
Garanzia a prima richiesta: Il Confidi risponde delle obbligazioni assunte (garanzie rilasciate) con il suo patrimonio, e con I Fondi di Garanzia; al verificarsi del default dell'azienda, il Confidi viene escusso a semplice richiesta della Banca garantita.
Garanzia Sussidiaria: Il concetto della garanzia mutualistica si è evoluto negli anni. Il confidi facilita l'accesso al credito attraverso i Fondi Consortili, costituiti sia attraverso risorse pubbliche sia attraverso i contributi degli imprenditori associati. Con i Fondi Consortili il confidi, in virtù di specifiche convenzioni, istituisce presso gli intermediari bancari dei fondi di garanzia dedicati, che fungono da leva per la erogazione di credito, secondo un moltiplicatore riconosciuto in base alla rischiosità del confidi stesso. Il moltiplicatore può variare da uno a trenta. Normalmente al confidi viene assegnato un plafond di utilizzo. Sui finanziamenti erogati dalla banca, in caso di insolvenza, il Fondo assume una percentuale di rischio compresa tra il 5% e il 100%, secondo la tipologia del finanziamento e la sua destinazione.
In caso di default dell'impresa, la garanzia è accantonata dalla banca e definitivamente incassata dopo aver escusso, in via prioritaria, il debitore principale ed i fideiussori. La banca convenzionata ha il diritto di accedere al Fondo del confidi, in via sussidiaria per la quota di garanzia prevista negli accordi convenzionali.
In ogni caso le garanzie rilasciate dal confidi sono sempre "accessorie" rispetto alle garanzie principali rilasciate dall'impresa.

## Co-garanzia, contro-garanzia, confidi baricentro
Il confidi può condividere il rischio con altri confidi di primo livello, o con altri enti, attraverso la co-garanzia, o garantire la propria esposizione con la contro-garanzia (o meglio garanzia di secondo livello). La Controgaranzia può essere a prima richiesta o sussidiaria.
L'attività di contro-garanzia è realizzata attraverso consorzi di secondo grado, normalmente a livello regionale, o attraverso risorse destinate dal FEI (Fondo Europeo per gli Investimenti), dallo Stato e dalle Regioni a migliorare il posizionamento del rischio dei confidi.
Una delle principali misure di controgaranzia a livello nazionale è gestito da Medio Credito Centrale. Altri fondi sono gestiti da Consorzi di 2º grado legati alle associazioni di categoria come Finpromoter o alle finanziarie regionali, come in Lombardia la Federfidi Lombarda e in Sardegna la S.F.I.R.S..
Il programma "baricentro" prevede una struttura reticolare che vede il Confidi Baricentrico quale soggetto erogatore di garanzie cosiddette eleggibili, a favore delle banche, e i confidi quali sportelli che intrattengono i rapporti commerciali con le imprese sul territorio.
I confidi c.d.106 (ora 112), effettuano una prima valutazione del merito creditizio, quindi veicolano la richiesta al confidi baricentrico, che a sua volta inoltrerà la domanda di finanziamento alla banca convenzionata accompagnata da una garanzia eleggibile. In caso di default il confidi 106 controgarantisce una percentuale della perdita eventualmente registrata dal confidi 107.
A Roma nel settembre 2012 si è definito il primo Network Confidi Baricentro (Confidinsieme) con la partecipazione dei confidi più rilevanti della provincia di Roma (Gafiart, Coopfidi, Confidi Lazio, Confesercenti Fidi Lazio).

## Presenza dei confidi sul territorio
I confidi sono principalmente diffusi in Italia; in Europa e in altri paesi il fenomeno è principalmente rappresentato dalle società di garanzia reciproca.
In Italia, i confidi iscritti nell'elenco sono al 31 gennaio 2013 n. 579, di cui circa 400 effettivamente operativi (si sono drasticamente ridotti successivamente al 2005).
La distribuzione dei confidi è variegata e proporzionale alla presenza delle imprese, oltre a essere legata ai diversi assetti regionali, alle politiche associative e ai rapporti sociopolitici del territorio.
Il processo di aggregazione e fusione dei confidi ha ridimensionato il numero dei consorzi di garanzia collettiva in base alle nuove normative sui requisiti patrimoniali.
Generalmente si può affermare che nel Nord i confidi sono raggruppati in organismi soprattutto unitari, regionali o provinciali; nel Mezzogiorno, invece, si registra la presenza di organismi prevalentemente autonomi, sia vigilati sia minori, tra cui Creditart, il principale confidi napoletano. Nell'Italia centrale, e in particolar modo nel Lazio, la situazione è ancora in evoluzione: esistono 88 confidi, iscritti nell'apposito elenco degli intermediari finanziari; di questi diversi hanno dato luogo a fusioni con strutture minori.

## La riforma del 2010

### Il caso particolare dei Confidi
La nuova impostazione del sistema del credito appare decisamente incentrata sul criterio dell'adeguatezza patrimoniale dell'intermediario rispetto alla dimensione ed alla rischiosità dell'attività. Ciò, impone di regolare compiutamente anche la procedura di valutazione delle garanzie che assistono i finanziamenti, prendendo in considerazione anche iniziative spontanee che si sono originate al di fuori di specifici schemi normativi, nel sistema delle best practices. Ci si riferisce, in particolare, all'«attività di garanzia collettiva dei fidi» svolta - in via esclusiva - dai «confidi», intesi quali soggetti di tipo associativo a carattere mutualistico (sì come definiti in occasione della loro prima regolazione, nel 2003); tali soggetti, infatti, sono stati presi in considerazione dalla riforma del Titolo V del T.u.b. in modalità tali da poter ricondurre - a pieno titolo - l'attività di garanzia collettiva tra gli strumenti che il nostro ordinamento pone al servizio della vigilanza prudenziale prevista nel nuovo accordo di Basilea III (cfr. Lemma, 2011).
Nel sistema antecedente al d. lgs. 141 del 2010, infatti, le imprese (di piccole e medie dimensioni) hanno potuto costituire soggetti collettivi - dotati di risorse proprie (confluite nel cd. fondo consortile) - per svolgere in comune l'attività di prestazione di garanzie (personali e reali ovvero mediante contratti volti a realizzare il trasferimento del rischio, nonché attraverso costituzione di depositi di garanzia). Ciò, al fine di agevolare l'accesso al credito e ridurre i tassi di interesse dei finanziamenti attraverso questa peculiare forma di riduzione dei rischi (e, quindi, della relativa componente di costo).
Non v'è dubbio che - sin dalla prima riforma del 2003 - la politica regolamentare, nel disciplinare i profili organizzativi e l'oggetto dell'attività di garanzia collettiva, abbia cercato di favorire l'evoluzione del fenomeno verso gli schemi tipici dell'ordinamento bancario, indirizzando i confidi verso il modello dell'intermediario di tipo finanziario (ex Titolo V, vecchio testo, t.u.b.) ovvero di tipo bancario (cd. banca-confidi). Nonostante il significativo contributo di tale attività al funzionamento del mercato del credito, tuttavia l'evoluzione voluta dal d. l. 269 del 2003 non si è realizzata. Non si è così raggiunto l'originario scopo del legislatore: permettere che i confidi acquisissero lo status di intermediario vigilato, status necessario ai fini della piena valorizzazione delle relative garanzie nell'ambito delle regole di vigilanza prudenziale.
È altresì chiaro che, in applicazione di Basilea II e nella prospettiva di Basilea III, solo strumenti idonei di garanzia - rilasciati da soggetti vigilati ovvero di elevato standing (rectius: rating) - possono esser presi in considerazione ai fini della mitigazione del rischio e, dunque, della ponderazione del capitale. Ed invero, sembra possibile sostenere che, in generale, lasciando i confidi al di fuori del sistema della vigilanza prudenziale, le loro garanzie - di tipo fideiussorio - non consentirebbero ai soggetti che concedono finanziamenti di ottenere una riduzione dei requisiti patrimoniali da soddisfare a fronte di quel determinato affidamento.
Si identifica, dunque, un obiettivo prioritario della riforma del 2010, volto ad assicurare la stabilità del sistema delle garanzie, valorizzando gli elementi fondati dell'attività svolta in forma collettiva al fine di assicurarne la sostenibilità (organizzativa ed economica) nel lungo periodo. Obiettivo che può considerarsi conseguito nella misura in cui la modifica della disciplina dei soggetti operanti nel mercato finanziario - nella parte che ora maggiormente rileva - riesca a conferire sistematicità alla materia, agevolando l'iter di applicazione del nuovo accordo sul capitale di Basilea III, rispettando i principi di specificità e di proporzionalità. Si spiega, così, l'applicabilità ai confidi di requisiti prudenziali equivalenti (a quelli delle banche), seppur nel rispetto della loro matrice associativa e mutualistica (che trova compendio nella prossimità al territorio ed alle imprese, nell'assenza dello scopo di lucro, nella strumentalità rispetto ad iniziativa di politica industriale).
In sintesi, sembra possibile identificare una prima conclusione nella considerazione secondo cui il nuovo quadro regolamentare non inserisce un'ulteriore variabile tra gli obiettivi della vigilanza prudenziale, ma piuttosto prende atto della sostanziale equipollenza degli intermediari non bancari rispetto al rischio di minare la stabilità del sistema capitalistico; donde il riconoscimento di una centralità ai controlli adottati nel comparto bancario; modello che viene riconosciuto dal nostro legislatore come formula standard di intervento pubblico nell'ordinamento del credito (e, per tale ragione, viene esteso al sistema parabancario degli intermediari finanziari che svolgono attività di finanziamento).
Concludendo sul punto, l'impostazione del d.lgs. 141 del 2010, se per un verso raccoglie un generalizzato apprezzamento ai fini della salvaguardia dell'economia, per altro sembra entrare in contrasto con il divieto di gold plating stabilito in sede comunitaria. Ed invero, quanto al primo profilo, dopo la riforma in esame sarà difficile che le banche possano sottostimare il rischio di controparte cui sono esposte quando si relazionano con i soggetti che prestano l'attività di concessione di finanziamenti (ex nuovo art 106 t.u.b.) o di garanzia collettiva (ex nuovo art. 112 t.u.b.), migliorando - per tal via - il rapporto tra i presidi di capitale della banca (che fornisce la provvista) e la rischiosità dei prestiti erogati ai clienti (dell'intermediario non bancario).
Con riferimento al gold plating, invece, non si vuole dunque esprimere una preferenza per la definizione di un «level playing field» (in luogo di un sistema che si riferisca al paradigma della «regulatory competition»), ma piuttosto si cerca di puntualizzare che, nel nostro caso, la previsione di obblighi aggiuntivi appare giustificata in ragione dei vantaggi recati dall'estensione della vigilanza per l'integrità del mercato a soggetti che non sono stati adeguatamente considerati dalle disposizioni comunitarie.

## Normativa
Testo unico bancario
- art. 112 del d. lgs. 385 del 1993

Istruzioni di Vigilanza per gli Intermediari Finanziari iscritti nell'«Elenco Speciale» che si devono iscrivere all'art 107 TUB:
- Circolare n. 216 del 5 agosto 1996 – 9º aggiornamento del 28 febbraio 2008 - della Banca d'Italia
- Art. 106 co. 1 del D. Lgs. del 1º settembre 1993, n. 385 e successive modifiche prevede che i confidi in possesso di particolari requisiti patrimoniali e professionale devono essere iscritti in un apposito elenco tenuto presso la Banca d'Italia. La loro attività è regolata da:
  - Art. 13 del D.L. 30 settembre 2003, n. 269 "Disciplina dell'attività di garanzia collettiva dei fidi", convertito in Legge 24 novembre 2003, n. 326, conosciuta anche come Legge Quadro sui confidi. Legge 27 dicembre 2006, n. 296 (Finanziaria 2007), art. 1, commi 881 e 882.
  - Legge 24 dicembre 2007, n. 244 (Finanziaria 2008), pubblicata sulla Gazzetta Ufficiale n. 300 del 28 dicembre 2007, art. 1 dalco. 124 al 127, 133, 134, 135, 144.
  - Leggi emanate dalle Regioni.

Istruzioni di vigilanza dell'Organismo Confidi Minori.